# Cerealio
Cerealio (griego: Κερεάλιος) fue un poeta epigramatista griego. Se desconoce su era y país de origen y sólo se conservan dos de sus epigramas, en la Antología Palatina (Vol II. 129, pág. 144). Richard François Philippe Brunck le atribuye un tercer epigrama pero de autoría dudosa. De los otros dos, el primero es una alusión jocosa a los concursos poéticos de los juegos griegos mientras que el segundo es un poema satírico de eruditos gramáticos que atentaban pasar por escritores áticos ortodoxos basados en unas pocas palabras áticas y, en general, palabras obsoletas, alegando no ser ello un estudio con fervor ni sabiduría adecuada. Cerealio es nombrado como uno de los proponentes de que no hay gran habilidad en hablar palabras con una marca espuria aún usando palabras elegantes: "no te convertirás en un Homero". Es necesario, a cambio, que haya un significado debajo de las letras usando una expresión común para que la persona pueda entender lo que se está diciendo.
Es posible que pueda identificarse con Iulius Cerialis, poeta amigo de Marcial.